# Hedwig Eyrich
Hedwig Eyrich, geborene Schüle (* 21. Februar 1893 in Reutlingen; † nach 1963) war eine deutsche Ärztin, Psychiaterin und Romanautorin.
Als Mitarbeiterin des Stuttgarter Gesundheitsamtes während der Zeit des Nationalsozialismus war sie aktiv an der Kinder-„Euthanasie“ beteiligt.

## Leben
In den 1920er Jahren arbeitete Hedwig Schüle unter dem späteren T4-Gutachter Werner Villinger als Nervenärztin in der neu gegründeten „Kinderabteilung“ der Universitätsklinik für Gemüts- und Nervenkrankheiten in Tübingen.
Dort lernte sie auch den Assistenzarzt Max Eyrich kennen, den sie 1924 heiratete. Aus der Ehe gingen zwei Kinder hervor, darunter der Anästhesiologe Klaus Eyrich (1928–2013).
Unter dem Einfluss von Villinger und seinem Vorgesetzten, dem Psychiater und Neurologen Robert Gaupp, lag der Schwerpunkt der Kinderpsychiatrie in Tübingen mehr auf Rassenhygiene als auf Therapie. Hedwig Eyrich und ihr Ehemann, die dem Nationalsozialismus nahestanden, fielen dabei mehr noch als Villinger selbst durch „mitunter inkriminierende Diktion in den Krankengeschichten“ auf.
Die beiden arbeiteten zunächst gemeinsam in Tübingen, bis Max Eyrich 1929 als Oberarzt nach Bonn an die Provinzial-Kinderanstalt für seelisch Abnorme ging, wo sich seine Ehefrau dann als Psychiaterin und „Erziehungsberaterin“ betätigte.
Im April 1933 wurde Max Eyrich „Nervenärztlicher Berater für das Fürsorgeerziehungswesen“ (ab 1934: Landesjugendarzt) beim Landesjugendamt in Stuttgart, wo er in verantwortlicher Position unter anderem an den „Euthanasiemorden“ und der Selektion von „Zigeunerkindern“ beteiligt war.
Aufgrund der Personalabbauverordnung musste Hedwig Eyrich ihren Beruf zeitweise aufgeben. Stattdessen betätigte sie sich als Autorin belletristischer „Mädchenbücher“, die in der Reihe Bücherei der Jugend des Heyne-Verlags erschienen.
Später arbeitete sie jedoch wieder als Ärztin im kommissarisch von Karl Lempp geleiteten Gesundheitsamt der Stadt Stuttgart.
Hedwig Eyrich erfasste dort Kinder und Jugendliche mit geistigen und körperlichen Behinderungen (wozu sie keineswegs verpflichtet gewesen wäre). Diese Meldebögen wurden von der Gesundheitsabteilung des württembergischen Innenministeriums unter Eugen Stähle und Otto Mauthe dann an den „Reichsausschuss zur wissenschaftlichen Erfassung von erb- und anlagebedingten schweren Leiden“ weitergeleitet, der die „Kindereuthanasie“ organisierte.
Unter den Opfern war auch der damals bereits vierundzwanzigjährige Erich Ruthardt. Hedwig Eyrich verleitete dessen Mutter unter Ausnutzung ihrer Zwangslage und mit der Lüge, ihr Sohn solle nur „für einige Zeit in ein Kinderheim zur Beobachtung“ gebracht werden, zu einer Zustimmung.
Da Erich Ruthardt aufgrund seines Alters nicht mehr in einer „Kinderfachabteilung“ getötet werden konnte, sorgte sie für dessen Unterbringung in der Landesheilanstalt Eichberg, wo er einen Tag nach seiner Ankunft am 13. Oktober 1943 in einer „wilden“ Euthanasieaktion ermordet wurde.

### Nachkriegszeit
Max Eyrich wurde nach dem Krieg im sogenannten Grafeneck-Prozess vor Gericht gestellt, konnte nach seinem Freispruch aber seinen Beruf als Landesjugendarzt 1950 wieder aufnehmen. Hedwig Eyrich wurde nicht angeklagt. Auch ihr gelang es, nach dem Krieg weiter als Ärztin zu arbeiten.
Nach dem Tod ihres Ehemannes gab sie 1963 dessen Monografie Schulversager heraus.

## Schriften

### Fachliteratur
- Max Eyrich, Hedwig Eyrich: Zur Prognose der epidemischen Encephalitis im Kindesalter. In: Zeitschrift für die gesamte Neurologie und Psychiatrie. Bd. 117, H. 1, Dezember 1928, S. 620–648, ISSN 0303-4194.
- Hedwig Eyrich: E. T. A. Hoffmann: Jugend und Entwicklungszeit. In: Zeitschrift für die gesamte Neurologie und Psychiatrie. Bd. 127, H. 1, Dezember 1930, S. 498–524, ISSN 0303-4194
- Hedwig Eyrich: E. T. A. Hoffmanns Bamberger Tagebuch 1808–1813. Durchbruch des Schöpferischen. In: Archiv für Psychiatrie und Nervenkrankheiten. Bd. 181, H. 3/4, Januar 1949, S. 453–462.
- Hedwig Eyrich (Hrsg.): Schulversager: Vitale Ursachen intellektueller Leistungs- u. Bildungsschwächen. (= Heilpädagogische Schriftenreihe.) Neckar-Verlag, Villingen 1963, OCLC 34715124.

### Belletristik
- Hedwig Eyrich: Die Mädchen vom Sonnenberg. Eine Feriengeschichte. (= Bücherei der Jugend.) Heyne, Dresden 1938, OCLC 254696616.
- Hedwig Eyrich: Inge und der verlorene Prinz. (= Bücherei der Jugend.) Heyne, Dresden 1942, OCLC 249837370.